# Запис липа (Парменац)
Запис липа (Парменац) се налази на парцели чији је власник Српска православна црква.

## Локација
| Општина             | Чачак                                                           |
| Катастарска општина | Парменац                                                        |
| Потес               | Поље                                                            |
| Координате          | 43° 53′ 46″ С; 20° 17′ 28″ И / 43.896099999999997° С; 20.291° И |
| Надморска висина    | 260m                                                            |

## Карактеристике
Дендрометријске вредности утврђене на терену и сателитским снимцима:
| Стабло                     | Липа |
| Висина стабла              | m    |
| Обим дебла                 | m    |
| Пречник крошње             | 9m   |
| Пречник дебла              | m    |
| Висина дебла до прве гране | m    |

## База записа
Запис је у оквиру Викимедија пројекта "Запис - Свето дрво" заведен под редним бројем 0887.